# 새미 넬슨
새뮤얼 넬슨(영어: Samuel Nelson, 1949년 4월 1일, 벨파스트 ~)은 북아일랜드의 전직 축구 선수로, 현역 시절 풋볼 리그의 아스널과 브라이턴 & 호브 앨비언에서 활약했다. 그는 북아일랜드 국가대표팀 경기에 51번 출전했으며, 1982년 월드컵에 참가했다.

## 클럽 경력
넬슨은 벨파스트 출신으로, 럭비부가 있는 로열 벨파스트 사립 학교를 다녔었다. 그는 16세의 나이로 아스널에 입단했고, 1966년에 17번째 생일을 맞이하고 1군 선수가 되었다. 본래 좌측 미드필더였던 그는 수비진으로 보직을 옮겨 좌측 수비를 맡았다. 넬슨은 1960년대 FA 유스컵 결승전에 출전해 선덜랜드와 1·2차전 경기를 벌여 합계 5-3으로 이겼다.
그는 몇 시즌 동안 아스널 2군의 주전 선수로 활약하다가 1969년 10월 25일에 입스위치 타운을 상대로 1군 신고식을 치렀다. 그는 포병 군단의 노장 좌측 수비수였던 밥 맥냅의 후보였는데, 1971-72 시즌에 맥냅이 부상당하자 넬슨이 주전으로 도약했다. 그러나, 맥냅의 기량이 회복했을 때, 넬슨은 또다시 후보로 밀려났다. 그는 1969-70 시즌 인터시티스 페어스컵 우승 당시 아스널의 2경기에 출전했지만, 결승전에는 결장했고, 1970-71 시즌 2관왕을 달성할 당시에도 4경기만 출전해 메달을 목에 걸지 못했다.
맥냅은 1975년 여름에 아스널을 떠났고, 넬슨은 붙박이 좌측 수비수로 완전히 도약했다. 전투적이고, 거친 견제를 하는 그는 유머 감각에 일가견이 있는 지지자들의 큰 응원을 받는 선수였다. 이후, 5년 동안, 넬슨은 아스널의 붙박이 주전으로 활약해 FA컵 결승전 3년 연속 진출에 일조했고, 1978년과 1979년에는 선발로 출전했고, 1980년에는 교체로 출전했다. 이 중 우승은 1979년에만 거두었는데, 아스널이 이 경기에서 맨체스터 유나이티드에 3-2 승리를 거두었다. 넬슨은 1980년 유러피언 컵위너스컵 결승전에도 출전했지만, 발렌시아에 승부차기 끝에 패했다.
1980년에 잉글랜드 국가대표 케니 샌섬이 입단하면서, 넬슨은 또다시 주전에서 밀려났다. 1981년, 그는 아스널을 퇴단하여 브라이턴 & 호브 앨비언으로 이적했다. 그는 포병 군단 소속으로 339번의 1군 경기를 출전했고, 12골을 기록했다.

### 브라이턴 & 호브 앨비언
넬슨은 브라이턴에서 2년을 보내면서 모든 대회를 통틀어 45번의 경기에 출전했다. 2년차인 1982-83 시즌에 소속 구단은 1부 리그에서 강등되었고, 1983년 FA컵 결승전에서는 맨체스터 유나이티드와 본경기에서 2-2로 비기고 재경기에서 0-4로 패했다. 넬슨은 두 결승전 경기에 모두 결장했다. 그 해 여름, 그는 현역에서 은퇴했다.

## 국가대표팀 경력
넬슨은 1970년 4월 21일, 잉글랜드전에서 교체로 북아일랜드 국가대표팀 첫 경기를 치렀다. 그는 총 51번의 국가대표팀 경기를 치렀는데, 이 중 2경기는 1982년 월드컵 경기였다.

## 말년과 사생활
브라이턴 & 호브 앨비언에서 지도자로 활동하던 넬슨은 축구에서 손을 완전히 떼고 보험업계에 종사했다. 그는 아스널의 애시버턴 그로브의 "전설 순회전"을 이끌었다.
넬슨은 배우자와 슬하에 3명의 자식을 두었다. 그의 딸 에밀리는 잉글랜드의 크리켓 선수 맷 프라이어를 배우자로 두었다.

## 수상
아스널
- FA 유스컵: 1965–66[2]
- FA컵: 1978–79[2]